# Proparabosca alata
Proparabosca alata är en tvåvingeart som beskrevs av Oskar Theodor och H. Oldroyd 1965. Proparabosca alata ingår i släktet Proparabosca och familjen lusflugor.
Artens utbredningsområde är Madagaskar. Inga underarter finns listade i Catalogue of Life.